# Bosc dels Alps

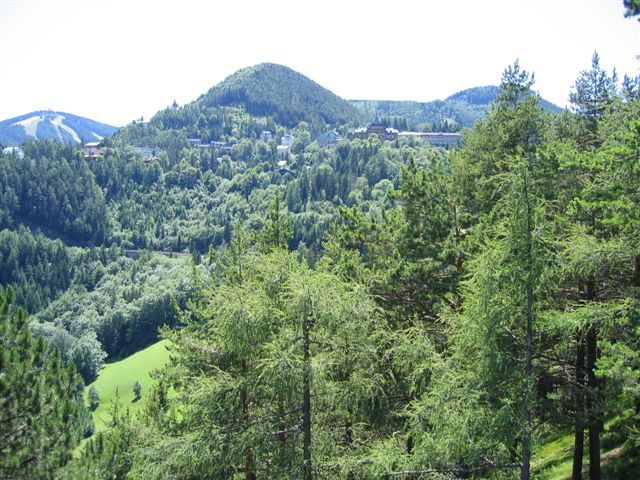
Vista de Semmering, a Àustria

El bosc dels Alps és una ecorregió de l'ecozona paleàrtica, definida per la WWF, que s'estén per la serralada dels Alps. És una ecorregió de bosc temperat de coníferes que ocupa 149.500 quilòmetres quadrats als Alps, des de l'est de França, passant pel sud i l'est de Suïssa, la totalitat de Liechtenstein, el nord d'Itàlia, l'extrem sud d'Alemanya i l'oest i el centre d'Àustria, fins al nord d'Eslovènia.
La regió alberga alguns dels últims boscos primaris d'Europa. En els boscos dels Alps hi ha més de 4.500 espècies de plantes. A més a més, s'han descrit 400 espècies de plantes endèmiques. La diversitat del regne animal és alta, amb 200 espècies d'aus, 80 mamífers, 21 amfibis i 15 rèptils.
L'estat de conservació d'aquesta ecorregió és vulnerable. Malgrat que grans àrees romanen intactes, la regió es veu amenaçada per l'augment de la població humana i l'activitat del turisme d'hivern.